# 陳鴻鈞
陳鴻鈞（1895年—1937年），江西萬載大橋人。早年經營書紙石印店，1929年參加共產革命，將自店資產全部捐給中華蘇維埃共和國。1931年，任萬載縣蘇維埃政府財政部長，創辦萬載縣工農兵銀行，發行紙幣。1932年4月，調任湘鄂贛省蘇維埃政府，先後任財政部副部長、部長（兼任省工農兵銀行行長）等職。